# موتورولا A780 (موبايل)
موتورولا A780 (بالإنجليزية: Motorola A780)‏ هو هاتف ذكي من موتورولا، تم طرحه في أسيا و أوروبا في 2003 لكن طرح في دول أخرى في الربع الرابع من 2004.

## الخصائص
- الكاميرا الخلفية: 1.3 ميجابكسل
- الشاشة: 240 × 320
- الوزن: 141 غرام
- المعالج: 312 ميجا هرتز
- الذاكرة: 48 ميجابايت